# Jean de Tournes (fils)
Pour les articles homonymes, voir Jean de Tournes.
Jean de Tournes (Lyon, 1539 - Genève, 1615) est un imprimeur lyonnais du XVIe siècle.
Pour le distinguer de son père Jean de Tournes, il est souvent nommé « Jean II de Tournes » tandis que son fils Jean de Tournes est nommé « Jean III de Tournes ».

## Biographie
Jean de Tournes succède à son père dans l'office d'imprimeur du roi en septembre 1564. En 1578, il édite La Déclaration des Abus que l’on commet en escrivant Et le moyen de les euiter, & de représenter nayuement les paroles : ce que iamais homme n’a faict d'Honorat Rambaud, Maître d’Escole à Marseille.
En 1580, il fait paraître un petit in-16 de plus de 1000 pages : les Institutiones Iuris Civilis, bilingues grec-latin, précédées d’un « Avis au lecteur studieux » dans lequel il rapporte comment sa famille a été décimée par la peste, en 1564, avec notamment le décès de son père, Jean de Tournes premier du nom. D’autres malheurs ont suivi, provoqués par les guerres de Religion, qu’il évoque sobrement. Il publie en 1581 L'Escuieri de M. de Pavari vénitien de Marco de Pavari, écuyer de la république de Venise, ouvrage dont il rédige lui-même la lettre dédicace et qui constitue un des premiers traités d'équitation.
Protestant, il doit quitter Lyon en 1585, après avoir vendu son matériel à Antoine Gryphe, et arrive à Genève le 8 novembre après un voyage de quatorze jours. Bien qu'il soit désormais citoyen de cette ville, il continue d'arborer fièrement le titre d'imprimeur du Roi. Il a publié plus de 150 ouvrages.
Les De Tournes formeront une dynastie d'imprimeurs genevois jusqu'à la fin du XVIIIe siècle : les deux arrière-petits-enfants de Jean II, à savoir les frères Jean-Jacques Ier (1692-1761) et Jacques II (?-1741) de Tournes rachetèrent à Lyon la librairie Anisson et Posuel. À partir de 1750, Pierre Bruyset devient le prête-nom des Tournes à Lyon et les livres imprimés à Genève ou à Lyon portent la mention Lugduni typis Petris Bruyset Sumptibus Fratrum de Tounes. L'activité genevoise et lyonnaise des Tournes semble s'arrêter en 1779.